# Проблема первинного літію

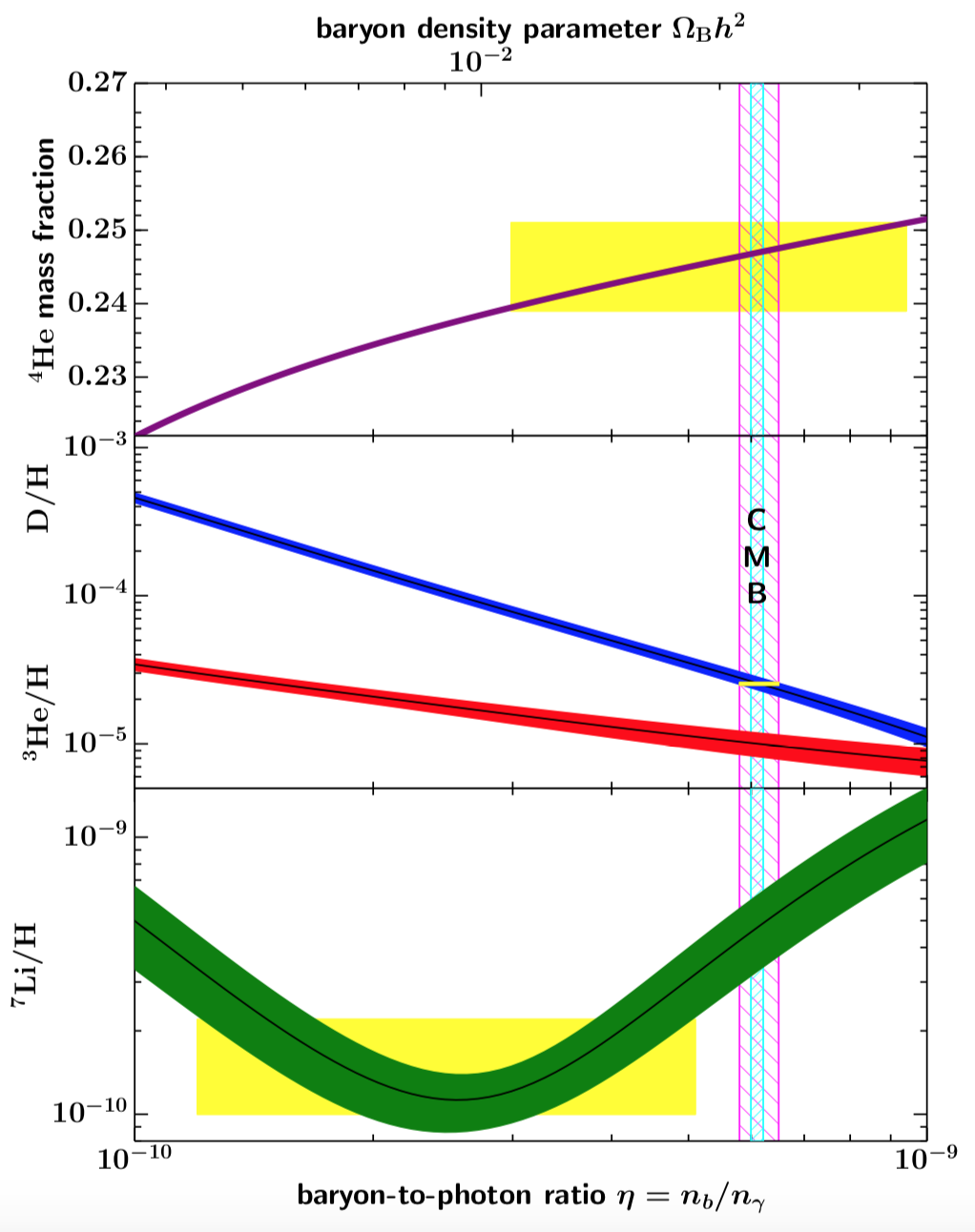
Діаграма Шрамма, що зображує первісну кількість ^{4}He, D, ^{3}He та ^{7}Li як функцію вмісту баріонів у Всесвіті за стандартними прогнозами первинного нуклеосинтезу. Широкі лінії різних кольорів показують межі похибок теоретичних моделей, жовті прямокутники - спостережні дані, заштрихована вертикальна смуга - кількість баріонів, виміряну з реліктового випромінювання. Проблема первинного літію полягає в тому, що нижній ховтий прямокутник лежить у 3-4 рази нижче, ніж перетин зеленої смуги із заштризованою областю.

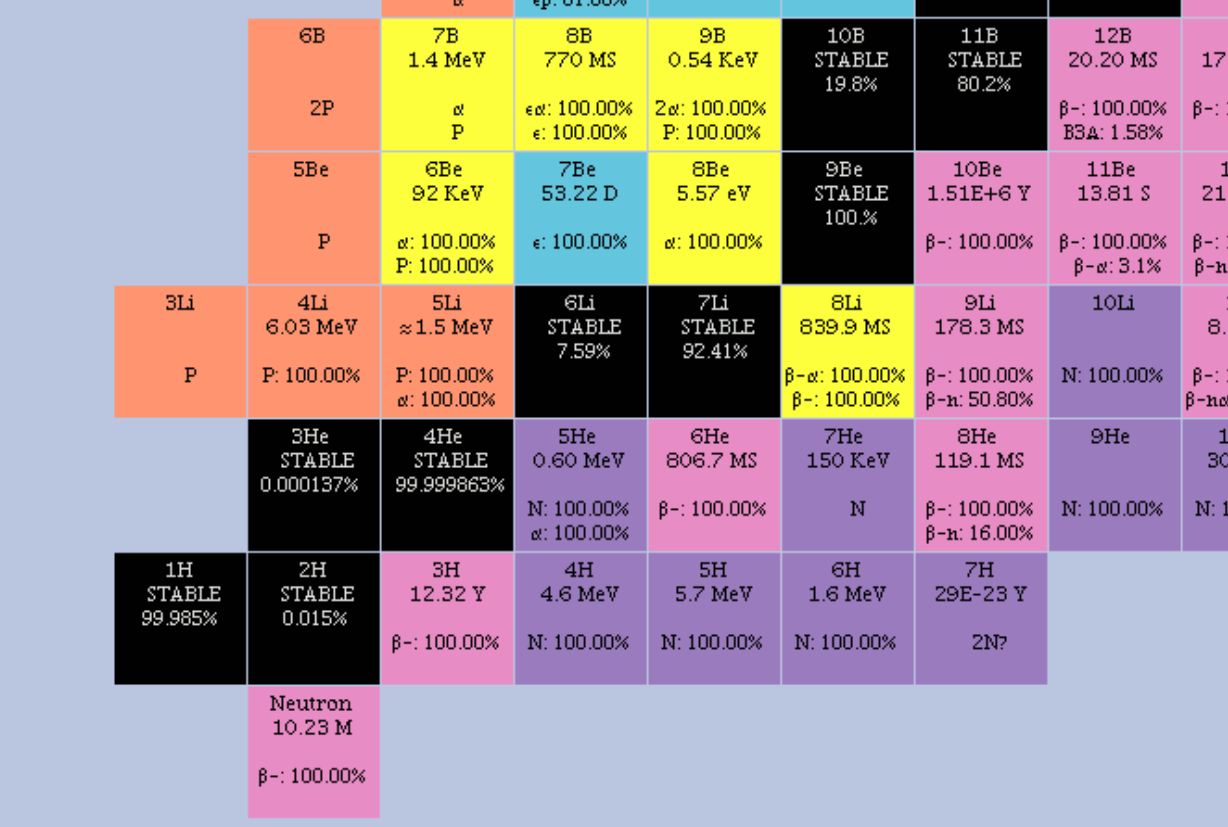
Стабільні нукліди перших елементів

Протон-протоний ланцюжок pp II

Проблема первинного літію — розбіжність між первісною поширеністю літію, яка випливає зі спостережень бідних металами зір в гало в нашої галактики (зоряне населення II), і кількістю, яка теоретично мала утворитись через первинний нуклеосинтез під час Великого вибуху. Стандартна космологічна модель припускає, що має існувати втричі більше первісного літію, зокрема літію-7, ніж спостерігається. Це контрастує зі спостережуваною кількістю ізотопів водню (1H і 2H) і гелію (3He і 4He), які добре узгоджуються з теорією. Розбіжність часто ілюструють на так званій «діаграмі Шрамма», названій на честь астрофізика Девіда Шрамма, яка зображує первинну кількість ізотопів як функцію вмісту баріонів у Всесвіті зі стандартних прогнозів первинного нуклеосинтезу.

## Походження літію
За кілька хвилин після Великого вибуху Всесвіт майже повністю складався з водню і гелію, невеликої кількості літію і берилію та незначної кількісті всіх важчих елементів.

### Синтез літію під час Великого вибуху
Первинний нуклеосинтез утворив як літій-7, так і берилій-7, причому останній домінував в первинному синтезі нуклідів маси 7. Кількість літію-6 під час Великого вибуху була меншою у понад 1000 разів. 7Be пізніше розпався через електронне захоплення (період напіврозпаду 53,22 дні) на 7Li, так що спостережувана первинна поширеність літію є сумою первинного 7Li і радіогенного літію від розпаду 7Be.
Ізотопи 7Li і 7Be утворювалися в результаті реакцій
3H + 4He → 7Li + γ,
3He + 4He → 7Be + γ,
а знищувались в реакціях
7Be + n → 7Li + p,
7Li + p → 4He + 4He.
Кількість літію, утвореного під час Великого вибуху, можна розрахувати теоретично. Водень-1 є найпоширенішим нуклідом, на який припадає приблизно 92 % атомів у Всесвіті, а на гелій-4 — 8 %. Інші ізотопи, включаючи 2H, 3H, 3He, 6Li, 7Li і 7Be, зустрічаються набагато рідше, і передбачувана кількість первісного літію становить 10−10 відносно водню.

### Протон-протонний ланцюжок
У зорях літій-7 утворюється в результаті відгалуження pp II протон-протонного ланцюжка реакцій:
3He + 4He → 7Be + γ,
7Be + e− → 7Li + νe,
7Li + 1H → 2 4He.
Відгалуження pp II домінує при температурах від 14 до 23 млн. К.

## Спостережувана поширеність літію
Хоч теоретична поширеність літію є дуже низькою, фактична спостережувана поширеність ще в 3-4 рази менша за теоретичну. Це контрастує зі спостережуваною поширеністю ізотопів водню (1H і 2H) і гелію (3He і 4He), які добре узгоджуються з теорією.

Поширеність хімічних елементів у Сонячній системі. Найпоширеніші водень і гелій утворилися одразу після Великого вибуху. Li, Be і B зустрічаються рідко, тому що вони погано синтезуються і під час Великого вибуху, і в зорях. Основним джерелом цих елементів є сколювання космічними променями.

Старі зорі мають менше літію, ніж повинні, а деякі молодші зорі мають набагато більше. Одна запропонована модель полягає в тому, що літій, який утворюється на ранніх стадіях еволюції зорі, занурюється в атмосферу зорі (де він закритий від прямого спостереження) через ефекти, які автори описують як «турбулентне змішування» та «дифузія», які, як припускають, збільшуються або накопичуються в міру того, як зоряні віки. Спектроскопічні спостереження зір у NGC 6397, кулястому скупченні з низькою металічністю, узгоджуються з оберненою залежністю між вмістом літію та віком, але теоретичний механізм дифузії не був формалізований. Хоча він перетворюється на два атоми гелію внаслідок зіткнення з протоном при температурах вище 2,4 мільйона градусів за Цельсієм (більшість зір легко досягають такої температури у своїх внутрішніх приміщеннях), літій у зорях наступного покоління є більш поширеним, ніж передбачають поточні розрахунки.
Літій також міститься в коричневих карликових субзоряних об'єктах і деяких аномальних помаранчевих зорях. Оскільки літій присутній у більш холодних, менш масивних коричневих карликах, але руйнується в більш гарячих червоних карликах, його присутність у спектрах зір можна використовувати в «літієвому тесті», щоб відрізнити їх, оскільки обидва менші за Сонце.

## Запропоновані розв'язки
Можливі розв'язки поділяються на три великі класи.

### Астрофізичні розв'язки
Цей клас розв'язків припускає, що модель первинного нуклеосинтезу правильна, а помилка криється у вимірюванні первісної кількості літію зі спостережень зоряних атмосфер.
Наприклад, на виміряне співвідношення Li/H у зорях може впливати недостатньо точне моделювання зоряних атмосфер за спектроскопічними даними. Спостереженням доступна лише спектральна лінія нейтрального літію Li0, натомість як більша частина літію в атмосферах досліджуваних зір знаходиться в йонізованому стані Li+. Тому розрахунок кількості літію зі спостережень вимагає визначення так званої йонізаційної поправки Li+/Li0, яка сильно залежить від температури. Зорі випромінюють не як абсолютно чорне тіло, і визначення їхніх температур є нетривіальним. Однак для розв'язання проблеми літію температури зір треба було б збільшити на 500—600 К, що, ймовірно, перевищує межі похибок існуючих моделей.
Крім того, теперішня кількість літію може не відображати його початкову кількість в зорі. Зокрема, атмосферний літій може руйнуватись в термоядерних реакціях, якщо на первних етапах еволюції зорі він потрапляє достатньо глибоко в надра. Це перемішування літію в бідних металами зорях може суттєво відрізнятись від зір сонячної металічності. Як складові частини такого перемішування розглядають конвекцію, турбулентність, гравітаційне осідання, дифузію, гідродинамічні гравітаційні хвилі, однак моделі досі нездатні пояснити всі спостережні дані і розв'язати проблему первинного літію.

### Ядерно-фізичні розв'язки
Цей клас розв'язків припускає правильність спостережних вимірювань розповсюдженості літію та шукає помилку в передбаченнях його кількості в моделях первинного нуклеосинтезу, залишаючись, однак в межах стандартної моделі фізики елементарних частинок і стандартної космологічної моделі. Хоча модель первинного нуклеосинтезу базується на добре дослідженій фізиці, слабкі та сильні взаємодії є складними для BBN і, отже, можуть бути слабким місцем стандартного розрахунку BBN.
По-перше, проблему можуть спричинити невраховані ядерні реакції або реакції з неправильно виміряним перерізом.
По-друге, аналогічно до відкриття Фредом Гойлом резонансу вуглецю-12, важливого фактора в потрійному альфа-процесі, важливу роль в первинному нуклеосинтезі могли відіграти резонанси, деякі з яких могли уникнути експериментального виявлення або вплив яких був недооцінений.
Однак, попри всі перевірки, здається, що розрахунки первинного нуклеосинтезу літію правильні.

### Розв'язки поза стандартною моделлю
Цей клас розв'язків виходить за межі стандартної моделі фізики елементарних частинок або стандартної космологічної моделі.
Розпад темної матерії та суперсиметрія дають багатий набір нових процесів, які можуть змінювати легкі елементи під час і після первинного нуклеосинтезу. Однак багато запропонованих суперсиметричних моделей було виключено експериментами на Великому адронному коллайдеру.
Одним із можливих рішень може бути змінність з часом фундаментальних констант, зокрема, зміна мас частинок або констант взаємодії під час первинного нуклеосинтезу.
Нестандартні космологічні моделі вказують на зміну співвідношення баріонів і фотонів у різних регіонах, і ця неоднорідність, що порушує космологічний принцип, також могла б зменшити неузгодженість між паредбаченою і виміряною кількістю літію.